# ロト6
ロト6（ロトシックス、LOTO 6）は、日本で2000年（平成12年）10月1日から発売されている数字選択式全国自治宝くじにおいて、6種類ある賭け式のうち1つの名称。

## 概要
01から43までの数字の中から異なる6個を選択するものである。抽せんは、12月31日 - 1月3日を除く毎週木曜日18:45 (JST) から東京・京橋の宝くじドリーム館にて行われる。2011年4月4日からは、月曜日も加わり週2回の抽せんとなった。
数字の組み合わせは43C6＝6,096,454通りあるので、31C5＝169,911通りのミニロトよりもかなり難易度が高い。しかしながら、ロト7は37C7＝10,295,472通りもあるため、1等の当せん確率はロト7より若干高い。ただし、2等の当せん確率に関してはロト6の方が低い。
ちなみに、第1回の抽せん数字は本数字02 08 10 13 27 30 ボーナス数字39で、1等は2口当せんし当せん金額は45,513,600円、2等も同じく2口当せんし当せん金は40,961,900円だった。
| 等級 | 当せん条件                                                                        | 当せん確率          | 当せん金額 （1口当たり 見込み額） |
| ---- | --------------------------------------------------------------------------------- | ------------------- | --------------------------------- |
| 1等  | 申込数字が本数字6個と全て一致。                                                   | 1 / 6,096,454       | 100,003,400円                     |
| 2等  | 申込数字6個のうち5個が本数字に一致し、かつ残り1個の申込数字がボーナス数字と一致。 | 6 / 6,096,454       | 15,000,300円                      |
| 3等  | 申込数字6個のうち5個が本数字に一致。ただし2等当せん条件を除く。                   | 216 / 6,096,454     | 500,000円                         |
| 4等  | 申込数字6個のうち4個が本数字に一致。                                              | 9,990 / 6,096,454   | 9,500円                           |
| 5等  | 申込数字6個のうち3個が本数字に一致。                                              | 155,400 / 6,096,454 | 1,000円 (原則固定)                |

1等申込数字が本数字6個全て一致するもの。見込み当せん金は約1億円になる。前回からのキャリーオーバーがある場合はその金額全てをその回の1等の当せん金に加算する。 （最高配当：200,000,000円 キャリーオーバー時：600,000,000円　最低配当：1,814,700円）
2等申込数字が本数字5個と一致し、かつ残りの1個の申込数字がボーナス数字と一致するもの。各回6通りの組み合わせが当せん、見込み当せん金は約1,500万円になる。（最高配当：131,153,300円　最低配当：57,100円）
3等申込数字が本数字5個と一致し、残りの1個の申込数字はボーナス数字以外であるもの。各回216通りの組み合わせが当せん、見込み当せん金は約50万円になる。（最高配当：1,413,700円　最低配当：133,800円）
4等申込数字が本数字4個と一致するもの。各回9,990通りの組み合わせが当せん、見込み当せん金は約9,500円になる。（最高配当：19,900円　最低配当：3,800円）
5等申込数字が本数字3個と一致するもの。各回155,400通りの組み合わせが当せんになる。当せん金額は原則として1,000円固定。（最高配当：1,000円　最低配当：1,000円）
当せん金はまず5等当せん分（当せん口数×1,000円）が割り当てられ、残額を4等以上の各等に一定割合で振り分ける（各等級でキャリーオーバーが発生している場合はそれぞれ加算）。このため、4等以上の当せん金の多寡は、5等の当せん口数にも影響される（販売実績額と当せん口数が同じでも5等の当せんが多いとその分少なくなる可能性がある）。
抽せんの方法などはミニロト・ロト7に類似するが、ロト6とロト7は、当せん者が出なかった等級があった場合(主に1等)や、当せん金額が法定限度額を超えた場合、次回抽せん分の1等当せん金にキャリーオーバーされる。
キャリーオーバー発生時の1等最高当せん金額は4億円、発生していない場合の1等最高当せん金額は2億円である。また、各等級間の重複当せんは認められない。1口200円で購入でき、キャリーオーバーがない状態での期待値は約89.94円である。
2017年2月9日抽せん分（第1147回）からは以下の表のように1等〜4等の見込み当せん金額が変わり、キャリーオーバー発生時の1等最高当せん金額は6億円となった。
| 等級 | 当せん条件                                                                        | 当せん確率          | 当せん金額 （1口当たり 見込み額）                    |
| ---- | --------------------------------------------------------------------------------- | ------------------- | ---------------------------------------------------- |
| 1等  | 申込数字が本数字6個と全て一致。                                                   | 1 / 6,096,454       | 200,000,000円(キャリーオーバー時は最高600,000,000円) |
| 2等  | 申込数字6個のうち5個が本数字に一致し、かつ残り1個の申込数字がボーナス数字と一致。 | 6 / 6,096,454       | 10,000,400円                                         |
| 3等  | 申込数字6個のうち5個が本数字に一致。ただし2等当せん条件を除く。                   | 216 / 6,096,454     | 300,000円                                            |
| 4等  | 申込数字6個のうち4個が本数字に一致。                                              | 9,990 / 6,096,454   | 6,800円                                              |
| 5等  | 申込数字6個のうち3個が本数字に一致。                                              | 155,400 / 6,096,454 | 1,000円 (原則固定)                                   |

## 販売実績額
ロト6の売り上げは、週1回開催時代は40 - 50億円前後であったが、週2回になってからは20 - 25億円前後まで低下している。さらにロト7の登場もあってか、さらに販売実績額は下がり16 - 17億円程度になっている。これによりキャリーオーバーが無い状態では、1等が1口のみでも当せん金額が2億円に届かず、事実上、1等が該当なし（0口）でなければキャリーオーバーが発生しない場合が多くなっている。なお2012年5月10日抽せんの第657回から、キャリーオーバーが無い状態での1等の最高当せん金額・2億円は長らく出ていない状態であったが、第1147回以降の当せん金のルール変更後においては、第1147回〜第1202回までにおいてキャリーオーバーが無い状態での1等2億円が10回、キャリーオーバー発生時の1等最高当せん金額・6億円が3回出ている。

## イメージキャラクター
- 2000年～2003年3月：中居正広
- 2003年4月〜2008年3月：常盤貴子
- 2008年4月〜2010年3月：伊東美咲
- 2010年4月〜（不明）：香取慎吾
- 2013年3月〜2018年3月：柳葉敏郎、妻夫木聡
ドラマ仕立てとなっており、石橋凌、名高達男、新井浩文、戸田恵梨香、小泉孝太郎が共演している。
- 2018年5月〜2021年5月：稲垣吾郎、草彅剛、香取慎吾
- 2021年6月〜2023年3月：草彅剛、上白石萌音
- 2023年3月〜：上白石萌音、神木隆之介、山本耕史

## 当せん金に関する出来事

### 1等と2等の逆転
第84回、第230回、第625回、第991回、第1065回、第1091回では、1等よりも2等の当せん口数が少なかったため、2等の当せん金額が1等を上回った。
- 第84回（2002年5月16日抽せん）本数字17 19 26 28 35 37 ボーナス数字40
  - 1等 - 17口当せん、当せん金額 15,692,300円
  - 2等 - 8口当せん、当せん金額 30,011,300円
- 第230回（2005年3月17日抽せん）本数字04 09 18 31 36 42 ボーナス数字34
  - 1等 - 167口当せん、当せん金額 1,814,700円
  - 2等 - 29口当せん、当せん金額 9,405,200円
- 第625回（2012年1月19日抽せん）本数字05 17 26 37 39 42 ボーナス数字20
  - 1等 - 13口当せん、当せん金額 16,095,600円
  - 2等 - 7口当せん、当せん金額 26,902,500円
- 第991回（2015年8月6日抽せん）本数字03 18 21 25 29 37 ボーナス数字35
  - 1等 - 3口当せん、当せん金額 35,920,900円
  - 2等 - 2口当せん、当せん金額 48,492,800円
- 第1065回（2016年4月25日抽せん）本数字11 13 27 37 41 42 ボーナス数字40
  - 1等 - 2口当せん、当せん金額 61,590,200円
  - 2等 - 1口当せん、当せん金額 110,861,400円
- 第1091回　（2016年7月25日抽せん）本数字21 22 24 26 28 30 ボーナス数字38
  - 1等 - 15口当せん、当せん金額 8,046,100円
  - 2等 - 2口当せん、当せん金額 54,310,800円

### 2等と3等の逆転
第691回では、2等よりも3等の当せん口数が少なかったため、3等の当せん金額が2等を上回った。これは、テレビドラマ「LOST」の劇中に出てくる数字「4 8 15 16 23 42」を、ロト6で購入した人が多かった影響とみられる。
- 第691回（2012年9月6日抽せん）本数字04 07 08 15 16 42 ボーナス数字23
  - 2等 - 3,470口当せん、当せん金額 57,100円
  - 3等 - 702口当せん、当せん金額 338,700円

### 高配当
ロト6の2等の当せん口数は、平均して5〜10口前後で、当せん金は1,000万円〜2,000万円前後であるが、第806回（2013年10月21日抽せん）は、当せんが1口しかなかったため、配当が124,949,100円と高額（ちなみにロト6の2等の見込み当せん金額は1口当たり15,000,300円である）になった。更に第817回（2013年11月28日抽せん）では、またしても当せんが1口しかなかったため、当せん金が131,153,300円となり、第806回の記録を超える金額となった。

### 低配当
ロト6の2等の当選口数は、平均して5〜10口前後で、当せん金は1,000万円〜2,000万円前後であり、当せん者が極端に少ない場合は当せん金が1億円を超えることもあるが、第691回（2012年9月6日抽せん）では、上記「2等と3等の逆転」で触れた通り2等の当選口数が3,470口もあったため、当せん金はわずか57,100円であった。同じ回の3等の当せん金は338,700円（702口）で、2等の当せん金が3等よりも低いという非常に珍しい結果であった。

### 珍しい組み合わせの抽せん数字
第301回と第713回の抽せん数字は、本数字が三連続数字×2という非常に珍しい並びとなった。
- 第301回（2006年7月27日抽せん）
  - 本数字04 05 06 09 10 11 ボーナス数字33 - 1等当せん金額 18,472,800円
- 第713回（2012年11月22日抽せん）
  - 本数字19 20 21 24 25 26 ボーナス数字35 - 1等当せん金額 25,401,100円

### 同じ売り場で1等が2口出る
第210回（2004年10月28日抽せん・キャリーオーバー314,141,705円）では、西新井トスカチャンスセンターで1等（当せん金額390,786,900円）が2口出た。

### 1等と2等がともに該当なし
第798回（2013年9月23日）、第914回（2014年11月6日）、第918回（2014年11月20日）、第993回（2015年8月13日）、第1116回（2016年10月20日）抽せんで、1等と2等の両方が該当なしとなり、それぞれキャリーオーバーが発生した。ちなみに2等の1口あたりの最高金額は、第817回（2013年11月28日）の抽せんの131,153,300円である。
それぞれのキャリーオーバー額は以下の通りとなっている。
- 第798回：248,463,449円
- 第914回：244,632,508円
- 第918回：400,925,200円
- 第993回：330,330,282円
- 第1116回：225,823,223円

### 2等のみ該当なし
更に珍しい2等のみ該当者がいないのが第1368回（2019年4月4日）に発生した。この回は1等当せんも1口のみ（当せん金額416,288,200円、前回となる第1367回のキャリーオーバー額は149,454,317円）であった。2等に振り分けられた賞金の80,052,792円はキャリーオーバーされた。

## 関連作品
- ロト6で3億2千万円当てた男の悲劇